# مسرشميت مي 265
طائرة مسرشميت مي 256 هي مشروع تصميم طائرة ثقيلة مدمرة أنتجتها شركة مسرشميت الألمانية الرائدة في تصنيع الطائرات اثناء الحرب العالمية الثانية.

## تصميم
تم تصميم مي 265 في عام 1942، وكان الهدف منها استبدال مي 210 التي فشلت. وكانت تٌعرف أيضًا باسم ليبيش لي بيه 10.  كانت طائرة مي 265 ذات تصميم سابق لعصره من الناحية الديناميكية الهوائية، حيث استخدمت جناحًا طائرًا على شكل دلتا بدون ذيل ومروحتين دافعتين مدمجتين في الجناح. يجلس الطاقم المكون من شخصين ظهرًا لظهر في قمرة القيادة. كانت تعمل بمحركين من طراز Daimler-Benz DB 603، يتم تبريدهم بالسائل، و12 أسطوانة مكبسية، حيث ينتج كل محرك 1750 حصانًا. تم تركيب هذه المحركات في مكونات الدفع. في النهاية، تم رفض تصميم مي 265-أل أيه 10 لصالح تصميم مي 410 الأكثر تقليدية، والذي أعاد استخدام نسبة أكبر من مكونات مي 210 ويمكن إدخاله في خط الإنتاج بشكل أسرع.